# 鲟

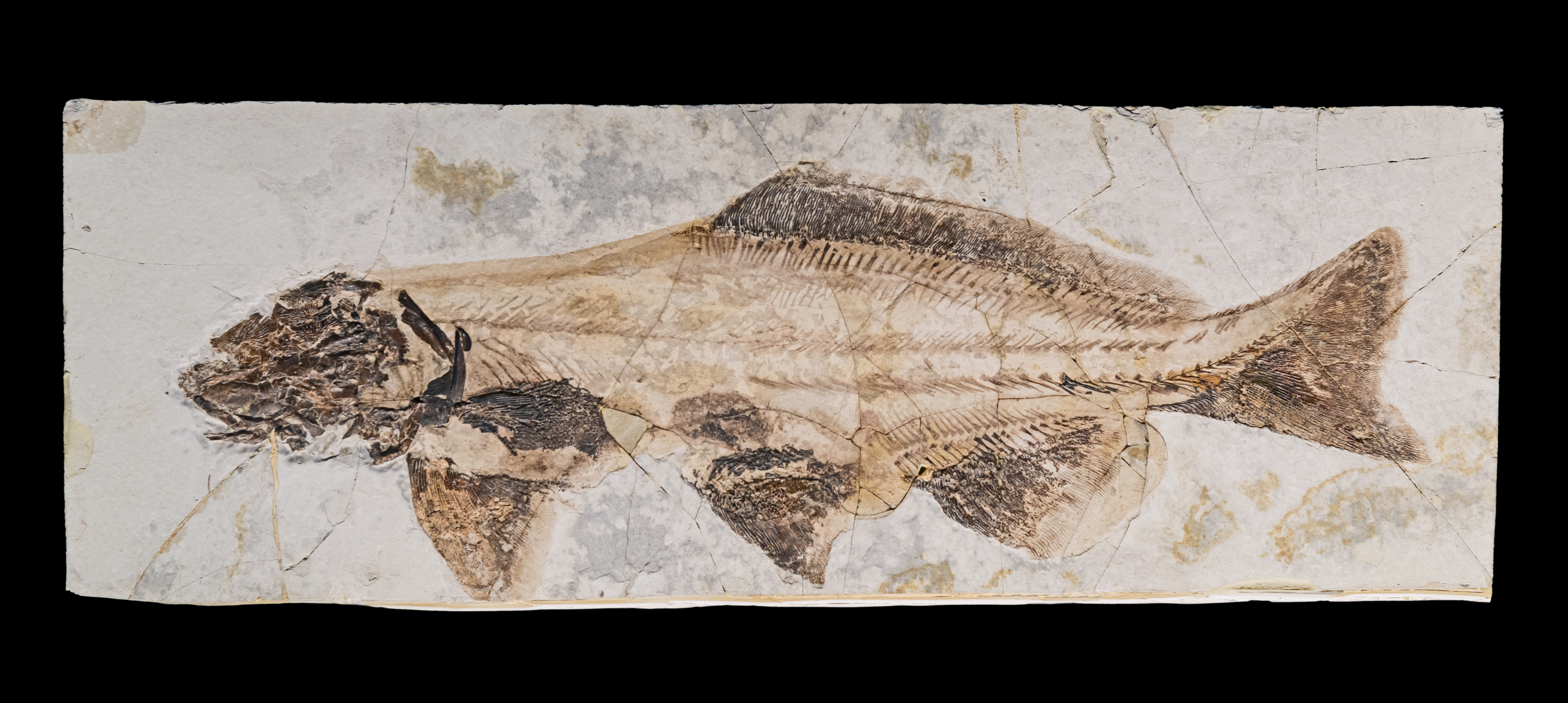
长背鳍燕鲟 Yanosteus longidorsalis

鲟鱼是对辐鳍鱼纲鲟形目（学名：Acipenseriformes）鱼类的统称。鲟形目是分布于北半球北部的一种古老鱼种，多为洄游鱼类，其经济价值很高，共2科6属27种。鲟鱼正面临灭绝的危险，所有物种均被列入《濒危野生动植物种国际贸易公约》附录。

## 形态
鲟形目的鱼一般体形较大，尾鳍和背鳍很短，尾鳍上叶上有菱形硬鳞，口下位，吻延长出来。鲟科身上有五列大的菱形骨板，匙吻鲟科身上无骨板裸露无鳞。

## 分类
鲟形目现存仅有两科：
- 鲟科 Acipenseridae
  - 鲟亚科 Acipenserinae
  - 铲鲟亚科 Scaphirhynchinae
- 匙吻鲟科 Polyodontidae

## 分布

### 中国水域的鲟形目鱼类
- 黑龙江、乌苏里江、松花江水系的鳇和施氏鲟
- 长江水系的达氏鲟、中华鲟和白鲟
- 新疆地区的裸腹鲟、小体鲟和西伯利亚鲟